# Verhivka, Rozivka
Verhivka (în ucraineană Верхівка) este un sat în comuna Solodkovodne din raionul Rozivka, regiunea Zaporijjea, Ucraina.

## Demografie
Componența lingvistică a localității Verhivka
     Ucraineană (100%)
Conform recensământului din 2001, toată populația localității Verhivka era vorbitoare de ucraineană (100%).